# Ambidiestro

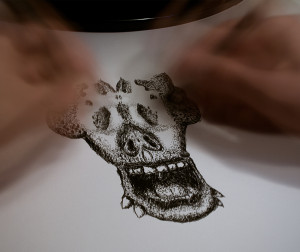
Artista ambidiestro utilizando las dos manos para hacer un dibujo.

El ambidextrismo(también llamado «ambidextría» o «ambidiestría») se refiere a la capacidad de algunos seres humanos y otros primates de usar aparentemente con la misma habilidad las manos izquierda y derecha, así como los pies —o equivalente— izquierdo y derecho.
El vocablo «ambidiestro» se deriva de las palabras latinas ambi, que significa ‘ambos’, y dext que significa ‘cierto’ o ‘derecho’. Hay algunas personas que solamente utilizan una para cierto oficio, por ejemplo, con una tienen la habilidad de escribir y con la otra la de hacer oficios con más facilidad. Una persona con esta cualidad es denominada como ambidiestra o ambidextra.

## Generalidades
- Aquellos que pueden utilizar la mano derecha o izquierda independientemente de la situación en que se encuentren.
- Aquellos que utilizan con más fluidez la mano derecha para unas situaciones y la mano izquierda para otras situaciones diferentes, de manera que están condicionados a la acción que quieren realizar.

Independientemente del grupo donde se encuentren, todos son considerados ambidiestros por igual.
Muchos individuos ambidiestros ejecutan diferentes tareas solamente con una de las manos. Ser ambidiestro de nacimiento es poco frecuente, sin embargo puede ser aprendido. El grado de versatilidad con cada una de las manos, es generalmente el factor determinante para ser ambidiestro.
Cada lado del cerebro controla el lado opuesto del cuerpo. La persona ambidiestra, en algunos casos, medita ante la decisión de qué mano escoger para realizar determinada tarea. Aun cuando el lado derecho del cerebro controla principalmente el lado izquierdo del cuerpo, y el lado izquierdo del cerebro controla, en gran parte, el lado derecho del cuerpo, el hecho de ser ambidextro refleja que las dos mitades del cerebro no han llegado a estar tan completamente especializadas como lo están en otros individuos.
Hoy en día, es más común ver que las personas zurdas de nacimiento son ambidiestras, pues son forzadas a ejecutar tareas con la mano derecha, incluso escribir, principalmente durante la infancia.
Entre 87 % y 92 % de la población son diestros, de un 8 % a un 13 % son zurdos, y un pequeñísimo porcentaje son ambidiestros.
El ser ambidiestro es estimulado en actividades que requieren de una buena habilidad con ambas manos, como lucha, natación y la ejecución de instrumentos musicales, sobre todo los instrumentos de tecla como el piano o de percusión como la batería.

## Historia
En la Antigüedad y la Edad Media, los soldados ambidiestros que luchaban con las dos manos, eran apreciados por los gobernantes, que los tenían como guardias personales o como soldados de élite.
Como curiosidad, se puede recordar a la artista española del siglo XVIII Mariana de Silva, capaz de escribir y pintar con ambas manos de forma correcta.

## Lateralidad izquierda, derecha y cruzada
Hoy en día, es realmente muy poco lo que se sabe con certeza, y más si lo comparamos con otros campos de la investigación psicológica. Se sabe por ejemplo, que los dos hemisferios del cerebro, réplica uno de otro, están implicados en diferentes tipos de actividad. El hemisferio izquierdo más activo en los diestros, está especializado principalmente en los procesos relativos a la inducción, la deducción y el lenguaje, mientras que el hemisferio derecho, nos proporciona las facultades de la visión y la memoria visual, el sentido espacial, la apreciación de la forma y del color y la creatividad.
Quedan sin embargo muchas áreas inexplicadas. Las relaciones anatómicas específicas entre las funciones intelectuales y los grupos de células del cerebro están todavía por definir. Los procesos de la memoria a corto plazo y la memoria a largo plazo, la conciencia del propio «yo», el «inconsciente», el lóbulo frontal y la personalidad, las endorfinas y demás neurotransmisores, el pensamiento, por ejemplo, son tan complejos, que su funcionamiento involucra muchas veces a la totalidad del cerebro y no solamente regiones determinadas del mismo.
En la mayoría de los adultos, los centros del habla están situados en el lado izquierdo. No obstante, alrededor de un 15 % de los zurdos y un 2 % de los que usan preferentemente la mano derecha, tienen centros del habla en ambas partes del cerebro. De todos modos, algunos zurdos desarrollan el habla en el hemisferio izquierdo únicamente; menos de la mitad la tienen en la parte derecha. Aun cuando el lado derecho del cerebro controla principalmente el lado izquierdo del cuerpo, y el lado izquierdo del cerebro controla, en gran parte, el lado derecho del cuerpo, el hecho de ser ambidiestro indica que las dos mitades del cerebro no han llegado a estar tan completamente especializadas como lo están en los individuos diestros. En los niños de corta edad, cada lado del cerebro posee, en potencia, la facultad del habla y del lenguaje. Una lesión en el lado izquierdo en los primeros años de vida, da como resultado el desarrollo de la facultad del lenguaje en el lado derecho del cerebro. El dominio del habla y probablemente también de otras facultades se establece firmemente en uno de los hemisferios hacia los diez años de edad y no puede transmitirse al otro posteriormente.
La diferencia de competencias entre los dos hemisferios cerebrales parece ser exclusiva del ser humano. Quizás se trate simplemente de que las dos mitades del cerebro son complementarias, o sea consecuencia de un hábito reflexivo contraído por el ser humano en el período paleolítico.

## Teoría patológica en la infancia
La mayoría de los pediatras consideran la ambidextria como la señal de una lateralización mal afirmada, se ha demostrado una diferencia a los demás seres humanos. Algunos neuropsicólogos prefieren definirla como «lateralidad ambigua» o, más prosaicamente, «ambigüedad». Antiguamente, los neurólogos la veían como un trastorno patológico. Hoy en día, es precipitado denominarla así, dado que para establecer si la ambidextria está vinculada con algún trastorno habría que realizar estudios con una gran cantidad de población. Sobra decir que, por el momento, no ha sido viable reunir un grupo de ambidextros para dicho estudio.